# 마리아 테이어

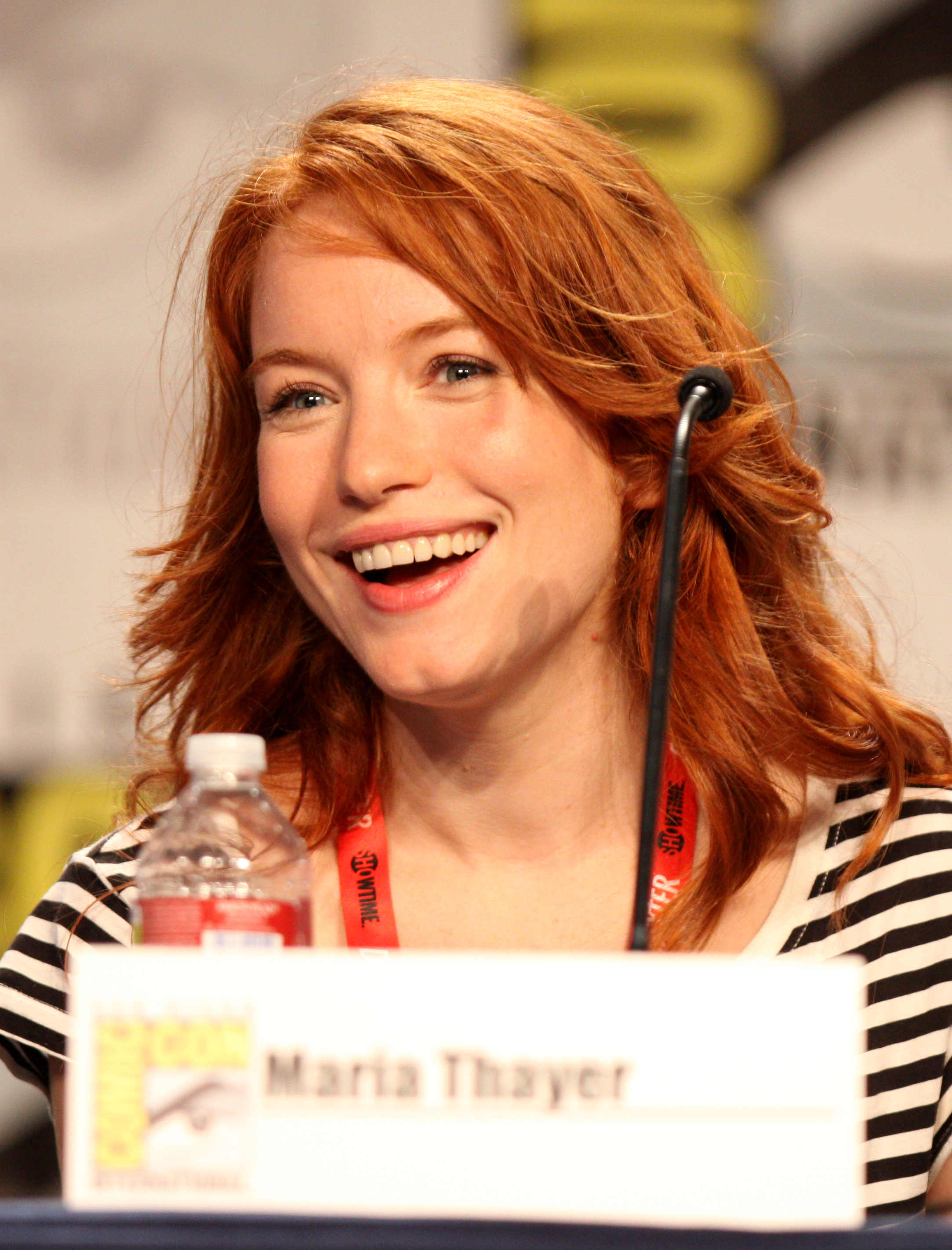
2011년 샌디에이고 코믹콘 인터내셔널에서

마리아 세이어(Maria Thayer, 1975년 10월 30일 ~ )는 미국의 배우이다.
포틀랜드에서 태어났다.

## 출연 작품

### 영화
- 스토리텔링 (2001, Storytelling)
- 스트레인저스 위드 캔디 (2005, Strangers with Candy)
- Mr. 히치 - 당신을 위한 데이트 코치 (2005) - 리사 역
- 합격! (2006) - 로리 역
- 사랑이 어떻게 변하니? (2008)
- 스테이트 오브 플레이 (2009) - 소니아 베이커 역
- 렛 고 (2011, Let Go)
- 살아있는 데브의 밤 (2015, Night of the Living Deb) - 데브 역
- 테이블 19 (2017)

### 텔레비전
- 스트레인저스 위드 캔디 (1999-2000, Strangers with Candy)
- 립스틱 정글 (2008)
- 30 ROCK (2009)